# Mistrzostwa Świata w Piłce Nożnej 2010 (eliminacje strefy AFC)/Grupa 4
W Grupie 4 eliminacji do MŚ 2010 biorą udział następujące zespoły:
- Arabia Saudyjska
- Uzbekistan
- Liban
- Singapur

## Tabela
| Miejsce | Drużyna          | Mecze | Punkty | Zwyc. | Rem. | Por. | Bramki |
| ------- | ---------------- | ----- | ------ | ----- | ---- | ---- | ------ |
| 1       | Arabia Saudyjska | 6     | 15     | 5     | 0    | 1    | 14-5   |
| 2       | Uzbekistan       | 6     | 15     | 5     | 0    | 1    | 15-7   |
| 3       | Singapur         | 6     | 6      | 2     | 0    | 4    | 7-13   |
| 4       | Liban            | 6     | 0      | 0     | 0    | 6    | 3-14   |

## Wyniki
| 6 lutego 2008 | Arabia Saudyjska · Al-Kahtani 38' · Al Hawsawi 81' | 2-0(1-0) | Singapur | Stadion Króla Fahda, Rijad Widzów: 10 tys. Sędzia: Basma |
|               |                                                    |          |          |                                                          |

| 6 lutego 2008 | Liban | 0-1(0-1) | Uzbekistan · Ahmedov 44' | Camille Chamoun Sports City Stadium, Bejrut Widzów: 800 Sędzia: Al Hilali |
|               |       |          |                          |                                                                           |

| 26 marca 2008 | Uzbekistan · Kapadze 46' (+) · Shatskix 65' · Jeparov 67' (k) | 3-0(1-0) | Arabia Saudyjska | Stadion MHSK, Taszkent Widzów: 17 tys. Sędzia: Salleh |
|               |                                                               |          |                  |                                                       |

| 26 marca 2008 | Singapur · Đurić 8' · Shahul 24' | 2-0(2-0) | Liban | National Stadium, Singapur Widzów: 10 118 Sędzia: Takayama |
|               |                                  |          |       |                                                            |

| 2 czerwca 2008 | Arabia Saudyjska · Al-Kahtani 45' 90+1' · Hawsawi 65' · Tukar 83' | 4-1(1-1) | Liban · El Ali 43' | Stadion Króla Fahda, Rijad Widzów: 8 tys. Sędzia: Al Fadhli |
|                |                                                                   |          |                    |                                                             |

| 2 czerwca 2008 | Singapur · Đurić 16' · Fahrudin 31' (k) Wilkinson 73' | 3-7(2-5) | Uzbekistan · Kapadze 10' · Karpenko 22' · Jeparov 34' 44' · Denisov 42' · Ibragimov 62' · Shatskix 89' | National Stadium, Singapur Widzów: 28 750 Sędzia: Albadwawi |
|                |                                                       |          | |                                                             |

| 7 czerwca 2008 | Liban · Ghaddar 93' | 1-2(0-1) | Arabia Saudyjska · Tukar 47' (+) 60' | Stadion Króla Fahda, Rijad Widzów: 2 tys. Sędzia: Tongkhan |
|                |                     |          |                                      |                                                            |

| 7 czerwca 2008 | Uzbekistan · Geynrikh 80' | 1-0(0-0) | Singapur | Stadion MHSK, Taszkent Widzów: 12 867 Sędzia: Kim |
|                |                           |          |          |                                                   |

| 14 czerwca 2008 | Singapur | 0-2(0-1) | Arabia Saudyjska · Autef 37' · Al Fraidi 76' | National Stadium, Singapur Widzów: 23 tys. Sędzia: Williams |
|                 |          |          |                                              |                                                             |

| 14 czerwca 2008 | Uzbekistan · Ahmedov 50' 63' · Jeparov 90+4' | 3-0(0-0) | Liban | Stadion Centralny Paxtakor, Taszkent Widzów: 7 tys. Sędzia: Breeze |
|                 |                                              |          |       |                                                                    |

| 22 czerwca 2008 | Arabia Saudyjska · Autef 6' · Al Hawsawi 37' 88' · Al Harthi 56' | 4-0(2-0) | Uzbekistan | Stadion Króla Fahda, Rijad Sędzia: Nishimura |
|                 |                                                                  |          |            |                                              |

| 22 czerwca 2008 | Liban · Khan 70' | 1-2(0-0) | Singapur · Dayoub 75 sam.' · Wilkinson 75' | Camille Chamoun Sports City Stadium, Bejrut Sędzia: Moradi |
|                 |                  |          |                                            |                                                            |